# Juan Moreira
Juan Moreira (San José de Flores, Buenos Aires; 1829-Lobos, Buenos Aires; 30 de abril de 1874) fue un gaucho argentino y personaje histórico en el folclore popular de su país.
Nacido en el partido bonaerense de San José de Flores, hoy en día los barrios porteños de Flores y Floresta, vivió desde niño en el partido de La Matanza. Su vida estuvo llena de injusticias —consideradas representativas de las sufridas por el gaucho argentino— que lo llevaron a trabarse en combate numerosas veces y a ser perseguido por la policía, hasta ser abatido por la misma el 30 de abril de 1874 en Lobos.

## Biografía

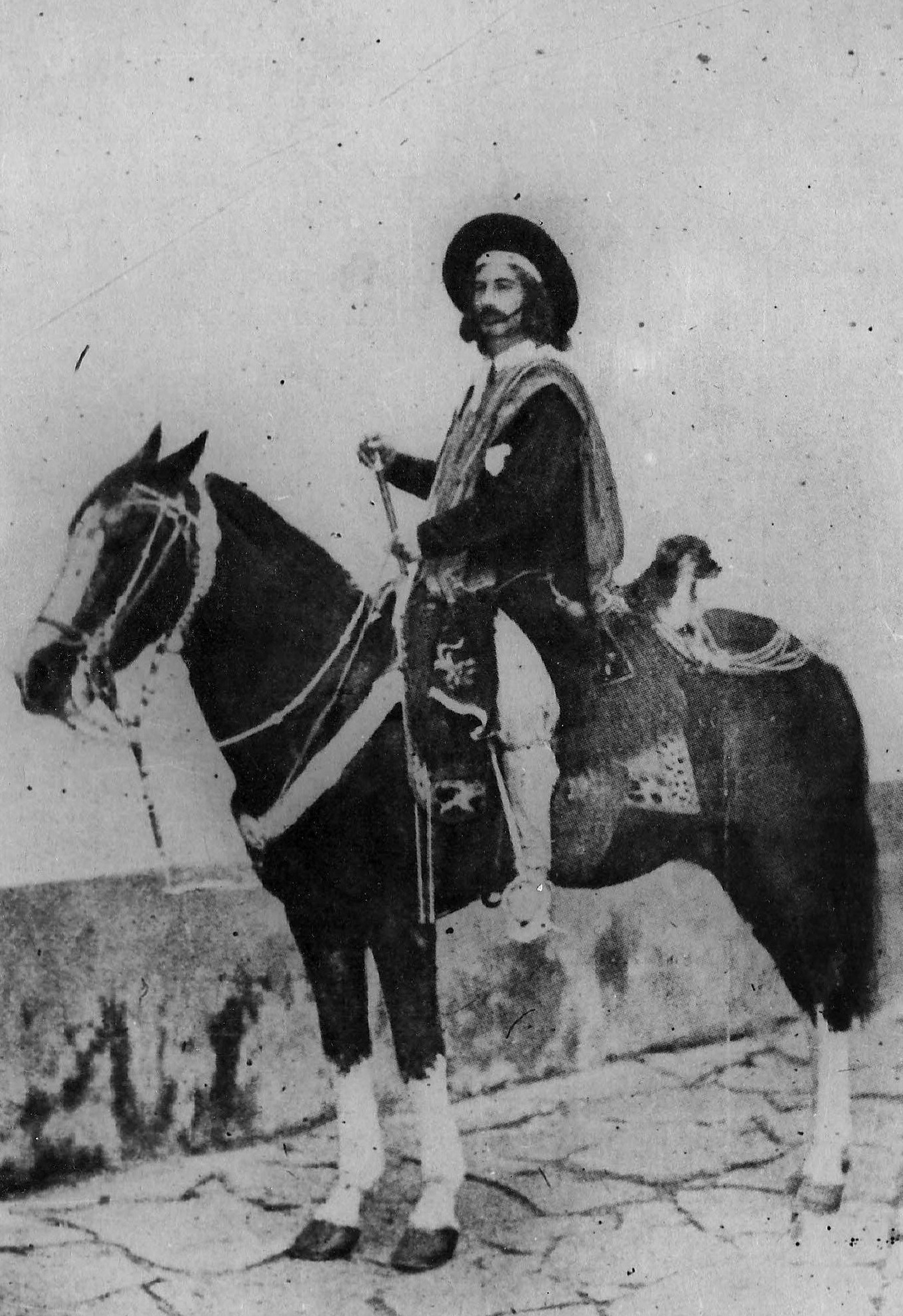
José Podestá interpretando a Juan Moreira montado sobre su caballo.

Su padre fue el feroz mazorquero José Custodio Moreira, un español que también integró el Cuerpo de Serenos, supuestamente conocido por su crueldad y falta de piedad. Convertido en un estorbo por sus abusos y crímenes, algunos historiadores afirman que el mismo Rosas le entregó a Custodio Moreira un sobre cerrado con la orden de que le fuera entregado al oficial Antonino Reyes, comandante de los cuarteles de Santos Lugares. El sobre contenía la orden de ajusticiar inmediatamente al portador, disposición que se cumplió en el acto. De la madre de Juan Moreira, doña Ventura, poco es lo que se sabe, salvo que intentó criar a su hijo lo mejor que pudo.
Durante cerca de treinta años Juan Moreira llevó una vida tranquila, dedicando su tiempo al trabajo rural hasta conseguir su propio rancho, unas cuantas cabezas de ganado vacuno y algunas hectáreas de campo que destinó a la siembra. Era un hombre alto y fornido, de pelo castaño a rubio y tez rosada picada de viruela, que tomaba poco alcohol y no frecuentaba las pulperías; tenía buenos modales y era habilidoso con la guitarra, motivo por el cual era bien visto por "la Vicenta", de quien se enamoró y con quien se casó, contando con el pleno consentimiento del padre de Vicenta, un hombre muy respetado.
El casamiento con Vicenta sería el inicio de todos sus problemas, ya que el teniente alcalde de la zona –conocido como Don Francisco- también estaba enamorado de ella y empezó a perseguirlo, acusándole de hechos injustificables. La primera multa que recibió de Don Francisco fue por la fiesta de la noche de bodas sin la autorización del teniente alcalde, por lo que tuvo que pagar 500 pesos.
En aquel momento Moreira le había prestado a Sardetti, el almacenero del pueblo, unos 10 000 pesos que éste usaría para la compra de frutos del país; Sardetti no devolvía lo prestado, por lo que Moreira –sin documentación que lo avalara- presentó la denuncia ante el teniente alcalde. No se sabe con certeza si Sardetti y Don Francisco se habían puesto en acuerdo, pero Sardetti negó la deuda y Moreira fue castigado con 48 horas de cepo, acusado de reclamar lo que no era suyo. Moreira, indignado por la situación, le juró a Sardetti una puñalada por cada mil pesos que le debía. Cumplió su promesa en un duelo a cuchillo en el propio almacén de Sardetti y a su regreso tuvo que pelear en su rancho contra Don Francisco y cuatro soldados que estaban allí para aprehenderlo. En el enfrentamiento Don Francisco y dos soldados resultaron muertos.
Fue a partir de este momento cuando empezó a ganar fama en la región. De este modo tuvo más peleas, que siguió ganando, muchas de las cuales eran desafíos de otros gauchos que querían probar su propia destreza. Con el tiempo empezó a trabajar como guardaespaldas de políticos a cambio de "limpiar su nombre", promesa que nunca fue cumplida. Fue guardaespaldas de Adolfo Alsina, quien, se dice, le dispensó bastante buen trato.
Moreira tenía sólo un caballo bayo, un pequeño perro llamado "Cacique", un poncho, un  enorme facón que le fuera obsequiado por Adolfo Alsina (cuya hoja mide 63 cm y cuenta con un peculiar gavilán en U que él mismo hizo reemplazar por el original en forma de S para que parase mejor los hachazos de sus adversarios) y dos trabucos. Siempre dormía a cielo abierto con su perro "Cacique", que le servía de guardián, y jamás desensillaba por si tenía que escapar. Recorrió las ciudades de Navarro, General Las Heras, Lobos y 25 de Mayo, y pasó algún tiempo en las tolderías del Cacique Coliqueo. A su regreso continuó su vida errante, enfrentándose a numerosas partidas policiales y trabándose en combates desiguales de los que siempre salió airoso. A esa altura, se dice, se había "enviciado" en la práctica de matar, por lo que hay quienes dicen que fue uno de los primeros asesinos seriales del país. Las malas lenguas afirman que se tornó pendenciero, provocador e incluso ladrón, aunque no hay pruebas fehacientes al respecto de tales acusaciones.
En abril de 1874 el juez de paz de Lobos, Casimiro Villamayor, por orden de Mariano Acosta, gobernador de la provincia de Buenos Aires, envía a 25 hombres que, al mando del comandante Bosch, perteneciente a la policía de Buenos Aires, lo rodean en el almacén y pulpería "La Estrella", ubicado en lo que hoy es el Sanatorio Lobos, en la intersección de las calles Chacabuco y Cardoner. Juan Moreira peleó con todas sus fuerzas, pero justo cuando estaba a punto de saltar la pared que se interponía entre los policías y su caballo fue herido por la bayoneta del sargento Chirino, quien le perforó el pulmón izquierdo. Sin embargo, Moreira alcanzó a disparar su trabuco, hiriendo en el rostro a Chirino, que como consecuencia de ello perdió un ojo, y a cercenarle cuatro dedos de un hachazo; Moreira cayó pero logró levantarse y herir a Eulogio Varela, muriendo casi enseguida, después de dos vómitos de sangre, convirtiéndose de ese modo en una leyenda y uno de los personajes populares más conocidos de la historia popular argentina.
Moreira dejó un hijo, de igual nombre, y a su amada mujer. Sus restos mortales se encuentran en el cementerio de Lobos. Sin embargo, se pueden apreciar algunos efectos personales, como dagas, y también su cráneo, en el Museo Juan Domingo Perón, sito en la misma ciudad.